# Methylsilan
Methylsilan ist eine chemische Verbindung aus der Gruppe der siliziumorganischen Verbindungen.

## Darstellung
Methylsilan kann in quantitativer Ausbeute durch Umsetzung von Monochlorsilan mit einem Überschuss von Dimethylzink hergestellt werden.
{\displaystyle \mathrm {SiH_{3}Cl+\ Zn(CH_{3})_{2}\ {\xrightarrow[{}]{}}\ Si(CH_{3})H_{3}\ +\ ClZnCH_{3}} }

## Eigenschaften
Methylsilan ist ein extrem entzündbares, farbloses Gas (Flammpunkt ≤ −30 °C) mit widerlichem Geruch. Es ist schwerer als Luft (relative Gasdichte= 1,606), bildet mit Luft explosive Gemische (untere Explosionsgrenze bei 1,3 Vol.-% bzw. 25 g·m−3, obere Explosionsgrenze bei 88,9 Vol.-% bzw. 1705 g·m−3) und kann sich an der Luft selbst entzünden. Die Zündtemperatur wurde mit 160 °C bestimmt. Der Stoff fällt somit in die Temperaturklasse T4. Es zersetzt sich bei Erhitzung.

## Verwendung
Methylsilan wird bei der chemischen Gasphasenepitaxie (VPE) von Germanium-dotierten Siliciumcarbidschichten (Ge:SiC) verwendet.

## Verwandte Verbindungen
- Dimethylsilan
- Trimethylsilan
- Tetramethylsilan